# Bruce Brownlee
Bruce Brownlee (* vor 1964) ist ein ehemaliger neuseeländischer Squashspieler.

## Karriere
Bruce Brownlee wuchs in Hamilton auf. Beide Elternteile waren ebenfalls Squashspieler, seine Mutter hatte 1962 und 1963 für die neuseeländischen Nationalmannschaft gespielt. 1964 spielte er zum ersten Mal Squash. Im Jahr darauf eröffnete sein Vater Colin ein eigenes Squashcenter in Rotorua, wo Brownlee auch zur Schule ging.
Er war in den 1970er- und 1980er-Jahren als Squashspieler aktiv. 1976 gelang ihm als erster Neuseeländer der Turniersieg bei den britischen Amateurmeisterschaften. Zudem war er Sieger der ersten Auflage der New Zealand Open. Zusammen mit Murray Lilley war er 1977 der erste Spieler Neuseelands, der Squash als Profispieler betrieb. In dem Jahr gewann er die offenen kanadischen Meisterschaften. Mit der neuseeländischen Nationalmannschaft nahm er 1976, 1977 und 1981 an der Weltmeisterschaft teil. 1977 wurde er mit der Mannschaft hinter Pakistan Vizeweltmeister. Von 1977 bis 1980 stand er dreimal im Hauptfeld der Einzelweltmeisterschaft. Sein bestes Abschneiden war dabei das Erreichen des Viertelfinals in den Jahren 1977 und 1979. Er gewann 1977 und 1981 die neuseeländische Landesmeisterschaft. Wegen einer Hüftverletzung, die ihn von 1988 bis 2008 zu insgesamt acht Operationen zwang, beendete er 1982 seine Karriere. Seine beste Platzierung in der Weltrangliste erreichte er mit Rang sechs im Januar 1981. Nach dem Karriereende trainierte er unter anderem Stephen Cunningham.
Brownlee, der mit der Squashspielerin Robyn Blackwood verheiratet ist, wurde 2009, im Gründungsjahr der New Zealand Squash Hall of Fame, in selbige aufgenommen. Das Paar hat drei Kinder.

## Erfolge
- Vizeweltmeister mit der Mannschaft: 1977
- Neuseeländischer Meister: 1977, 1981
- Kanadischer Meister: 1977